# Tentative de coup d'État de 1990 en Afghanistan
Guerre d'Afghanistan (1989-1992)
La tentative de coup d'État de 1990 en Afghanistan survient le 6 mars 1990 lorsque le général  et le ministre de la Défense Shahnawaz Tanai (en), un communiste pur et dur et khalqiste (en), tente de renverser le président Mohammad Najibullah de la république démocratique d'Afghanistan. La tentative de coup d'État échoue et Tanai est contraint de fuir au Pakistan.

## Contexte
Tanai, décrit alternativement comme un "nationaliste radical" et un "communiste pur et dur" de la faction radicale Khalq du parti démocratique populaire d'Afghanistan, est farouchement anti-moudjahidine, mais lance une alliance improbable avec le parti islamiste (mais aussi nationaliste) rebelle de Gulbuddin Hekmatyar Hezb-e-Islami Gulbuddin. Tanai est contre les plans de paix de Najibullah et soutient une solution militaire au conflit. Hekmatyar ordonne à ses combattants d'intensifier leurs attaques contre le régime de Kaboul en soutien à Tanai. Le succès du coup d'État est considéré comme acquis. Une précédente tentative de coup d'État des khalqistes est déjouée en décembre 1989, à laquelle Tanai est lié. Le coup d'État a lieu un an après le retrait soviétique d'Afghanistan.
Tanai est apparemment également soutenu par les khalqistes importants restés au Politburo (en), Assadullah Sarwari (en) et Sayed Mohammad Gulabzoy (en), respectivement envoyés de leur pays à Aden et à Moscou. Ils seraient intimement liés au coup d'État et à Tanai. Sarwari, un ancien camarade de Tanai, est le chef du renseignement afghan (KHAD) sous Nour Mohammad Taraki. Il est un extrémiste khalqiste connu comme l'assassin d'un membre de la faction rivale de Parcham (en). Gulabzoy est ministre de l'Intérieur avant d'être exilé pour une mission diplomatique à Moscou.
Tanai déclare qu'il n'est pas en désaccord avec les vues du président Najibullah, mais plutôt avec sa politique militaire.

« Najibullah transférait tous les privilèges de l'armée aux milices tribales et notamment à sa garde spéciale. J'étais contre parce que l'armée afghane perdait en efficacité. »

Le gouvernement pakistanais soutient le coup d'État sur le moment dans l'espoir d'affaiblir le gouvernement de Najibullah, bien que Tanai lui-même n'est pas un ami du Pakistan car il a insisté auprès de Najibullah pour qu'il pointe des missiles Scud (en) sur Islamabad en échange de son soutien aux rebelles. L'appel de la première ministre Benazir Bhutto aux six autres chefs de parti pour aider Tanai et Hekmatyar est réprimandé comme une honte pour le djihad. La plupart des factions considèrent le général Tanai comme un criminel de guerre opportuniste et un communiste pur et dur, responsable des attentats à la bombe dans certaines parties de la grande ville occidentale d'Herat en mars 1979. La tentative de coup d'État est en partie financée par Oussama ben Laden, qui soudoie des officiers des forces armées afghanes (en) pour qu'ils désertent.

## Tentative de coup d'État
Tanai ordonne des frappes aériennes contre des bâtiments gouvernementaux. Des avions pilotés par des pilotes de l'armée de l'air afghane fidèles à Tanai volent à Kaboul pour bombarder les cibles, mais la plupart sont repoussés par l'armée. Le commandant de l'armée de l'air Abdul Qadir Aqa est complice. Trois roquettes tombent près du palais présidentiel. Cependant, le soulèvement attendu de l'armée afghane n'a pas lieu : Tanai n'a aucun contrôle direct sur les troupes à l'intérieur de Kaboul. Il envoie la 15e brigade blindée dans la ville pour attaquer le palais. Le ministre de l'Intérieur, Mohammed Aslam Watanjar, joue un rôle majeur dans l'arrêt des putschistes. Il ordonne à un bataillon d'intercepter les chars et ordonne à ses forces de capturer Tanai "mort ou vif". Il y a également des combats de rue près du palais, la force paramilitaire Gard-e-Khas dirigée par le WAD jouant en outre un rôle important dans la répression du coup d'État. Des commandos des défuntes (depuis 1988) Brigades d'assaut aérien afghanes (en) sont également enregistrées en train de tenter de désamorcer la situation après l'échec de la tentative de coup d'État.
Le président Najibullah apparait à la télévision le même soir à 22 h 0 pour prouver qu'il est physiquement présent et qu'il contrôle effectivement l'appareil d'État. Le président rassemble le soutien d’importantes milices parchamites, dont la Garde spéciale d'élite, pour désamorcer le complot.
Najibullah affirme plus tard que l'Union soviétique a offert son aide pour vaincre le coup d'État, ce à quoi il remercie l'offre et répond : "Ce n'est pas nécessaire maintenant. Mais si nous sommes confrontés à une attaque étrangère, ce sera une autre affaire", faisant référence au Pakistan.

## Conséquences
Dans l'après-midi du 7 mars, Tanai s'enfuit vers la base aérienne de Bagram et s'enfuit en hélicoptère vers Peshawar, au Pakistan, où il est accueilli et publiquement accepté comme allié par Hekmatyar. Il s'installe finalement au Pakistan. Tanai dira plus tard que la raison pour laquelle il a fui au Pakistan est que ses seules options étaient l'Iran, l'Union soviétique ou le Pakistan, sachant que les soviétiques le livreraient probablement et que l'Iran est hostile aux khalqistes, il décide du Pakistan car Hekmatyar lui a promis sa protection. Il vit en exil jusqu'à son retour en Afghanistan. Un général et deux commandants fidèles à Tanai sont tués lors de la tentative de coup d'État.
Najibullah devient encore plus méfiant à l'égard des khalqistes, entraînant une autre purge, approfondissant encore le fossé entre les deux factions. Au total, 127 officiers militaires khalqistes sont arrêtés pour la tentative de coup d'État, dont Sarwari et Gulabzoy. Vingt-sept policiers s'échappent et se présentent plus tard à une conférence de presse avec Hekmatyar à Peshawar. L'ancien ministre des Affaires tribales, Bacha Gul Wafadar et le ministre de l'Aviation civile Mohammad Hasan Sharq (en) figurent parmi les conspirateurs. Le général Watanjar reçoit un grade quatre étoiles et devient le nouveau ministre de la Défense grâce à ses efforts contre les putschistes.